# Ян Брейчак
Ян Брейчак (словац. Ján Brejčák; 29 червня 1989, м. Попрад, ЧССР) — словацький хокеїст, захисник. Виступає за клуб «Літвінов» у Чеській Екстралізі.
Вихованець хокейної школи ХК «Попрад». Виступав за ХК «Попрад», МХК «Кежмарок».
У складі національної збірної Словаччини провів 2 матчі. У складі молодіжної збірної Словаччини учасник чемпіонату світу 2009.
Досягнення
- Срібний призер чемпіонату Словаччини (2011).